# Daniel Abalo Paulos
Daniel Abalo Paulos (Vilagarcía de Arousa, 29 september 1987), beter bekend onder de naam Dani Abalo is een gewezen Spaanse voetballer, die kan opgesteld worden als aanvaller. 
Tijdens zijn jeugdjaren sloot Abalo als belofte aan bij Celta de Vigo. Tijdens het seizoen 2015-2016 maakte hij zijn debuut bij Celta de Vigo B in de Segunda División B. Op 3 december 2006 maakte hij zijn debuut in de Primera División bij Celta de Vigo, als vervanger in de slotfase van de wedstrijd tegen RCD Mallorca, die op 2-2 eindigde. Toen de A-ploeg vanaf seizoen 2007-2008 degradeerde naar de Segunda División A, werd Abalo een van de belangrijkste basisspelers van de ploeg. Tijdens het succesvolle seizoen 2011-2012, toen de ploeg de terugkeer naar de Primera División kon afdwingen, speelde hij echter maar 4 wedstrijden. Hij werd tijdens dit seizoen na de winterstop uitgeleend aan Gimnàstic de Tarragona. Tijdens het seizoen 2012-2013 werd hij na de winterstop opnieuw uitgeleend. Deze keer vond hij onderdak bij het Portugese S.C. Beira-Mar, een ploeg uit de Primeira Liga. De ploeg bevond zich in de onderste regio van het klassement en kon zijn behoud niet bewerkstelligen op het einde van het seizoen.
Op 26 juni 2013 bevestigde de Bulgaarse kampioen PFK Ludogorets dat Abalo een tweejarig contract had getekend. Abalo speelde zijn eerste wedstrijd voor zijn nieuw team op 17 juli 2013, tijdens de uitwedstrijd van de tweede kwalificatieronde voor de UEFA Champions League tegen ŠK Slovan Bratislava. De wedstrijd zou met 2-1 verloren gaan. Drie dagen later zou hij debuut maken in de Bulgaarse hoogste klasse Parva Liga. Het betrof een wedstrijd tegen FC Lyubimets 2007 die met 0-1 verloren ging. Op 24 juli scoorde Abalo twee doelpunten tijdens de terugwedstrijd tegen ŠK Slovan Bratislava. De wedstrijd werd met 3-0 gewonnen en de club kon zich op deze manier plaatsten voor de volgende ronde. In de derde voorronde werd FK Partizan nog uitgeschakeld maar laatste voorronde bleek FC Basel te sterk. In de nationale competitie werd de ploeg op het einde van het seizoen kampioen. Tijdens het volgende seizoen kon de ploeg de voorrondes van de UEFA Champions League wel overleven dankzij overwinningen tegen F91 Dudelange, FK Partizan en Steaua Boekarest. De ploeg zou laatste eindigen in groep B na Real Madrid FC Basel en Liverpool. Abalo zou twee keer scoren tegen Liverpool, eerst tijdens de 2-1 verloren uitwedstrijd en daarna tijdens het 2-2 gelijkspel thuis. In de nationale competitie zou hij voor de tweede keer kampioen worden.
Op 24 juli 2015 tekende Abalo een tweejarig contract bij het Turkische Sivasspor, een ploeg uit de Süper Lig  Tijdens zijn debuut op 23 augustus tegen Eskişehirspor scoorde hij & doelpunt, maar de wedstrijd werd met 2-4 verloren.
Op 20 januari 2016 keerde Abalo terug naar zijn geboorteland en tekende een contract bij Deportivo Alavés, een ploeg uit de Segunda División A. De ploeg kon op het einde van het seizoen de promotie afdwingen.
Na dit succes keerde hij tijdens het seizoen 2016-2017 weer naar het buitenland. Deze keer tekende hij bij Poolse Korona Kielce, een ploeg uit de Ekstraklasa.
Hij startte nog het seizoen bij de Poolse club, maar toen hij gekwetst raakte tijdens de eerste wedstrijd, besloot hij terug te keren.  Hij tekende een driejarig contract bij FC Cartagena, een ploeg uit de Segunda División B.  Ondanks zijn grote ervaring kon hij niet echt zijn stempel drukken.  Op het einde van het seizoen zou hij trouwens volledig uit de selectie verdwijnen. Tijdens de laatste wedstrijd van de reguliere competitie werd de ploeg kampioen van de groep IV, maar in de play offs konden ze dit niet omzetten naar promotie.  Nadat hij nog de eerste wedstrijd had meegespeeld tijdens het seizoen 2018-2019 werd hij voor een seizoen uitgeleend aan reeksgenoot UP Langreo.  Op het einde van het seizoen ontbonden de speler en de ploeg het contract, dat hen normaal gezien nog bond voor het seizoen 2019-2020.
Tijdens seizoen 2019-2020 vond hij onderdak bij reeksgenoot Racing Ferrol.  Hij zou er nog twee seizoenen verblijven en einde seizoen 2020-2021 zou hij zijn voetbalschoenen aan de haak hangen.